# Agropoli
Agropoli je město v italské Kampánii, v provincii Salerno. Leží v jihozápadní části Itálie, v Salernském zálivu, na pobřeží Tyrhénského moře. Leží na počátku tzv. Cilentského pobřeží, což je pobřežní hornatá krajina mezi řekami Calore a Tanagro. Agropoli je vzdálená přibližně 100 km jihovýchodně od Neapole, hlavního města Kampánie. 10 km severně od Agropoli se nachází velmi významná památka, původní antické město Paestum.